# 圣马丁德拉韦加
圣马丁德拉韦加（西班牙語：San Martín de la Vega）是西班牙马德里自治区的一个市镇。总面积106平方公里，总人口11635人（2001年），人口密度110人/平方公里。